# Napo Wildlife Center Ecolodge
Napo Wildlife Center es un proyecto de turismo comunitario creado por la Comunidad Kichwa Añangu en la amazonía del Ecuador, este proyecto incluye la conservación de un aproximado de 21.400 hectáreas (53.500 acres - más de 82 millas cuadradas) de selva tropical en el parque nacional Yasuní, cabe recalcar la importancia de este parque ya que representa una Reserva de la Biosfera de la UNESCO y contiene la mayor extensión de bosque tropical en Ecuador.
Este lugar tiene diferentes puntos desde los cuales se pueden observar la biodiversidad de la cuenca del río Amazonas.

## Ubicación
la ubicación de este Ecolodge es dentro del Parque nacional Yasuní en el territorio de la comunidad Kichwa Añangu. Los medios de traslado para llegar a sus instalaciones son desde la ciudad el Coca para luego ir por el río Napo hasta llegar a la entrada de la reserva de la Comunidad Kichwa Añangu. A partir de este punto el traslado se realiza en canoa a remo debido a que uno de los pensamientos de la comunidad es proteger el bosque y preservar la flora y fauna de este lugar.

## Modelo de desarrollo sostenible
La necesidad de resguardar permanentemente la selva tropical y los efectos cada vez mayores del calentamiento global son los motivos por los que la Comunidad Añangu piensa firmemente en la urgencia de generar conciencia acerca de las áreas naturales de gran riqueza biológica y su importancia para nuestro planeta como un conjunto, formando parte integral con el entorno natural con este complejo ecosistema.
Este Ecolodge fue construido en su totalidad por la Comunidad kichwa Añangu, transformándose en una comunidad sostenible y sustentable mediante el ecoturismo, ya que su sistema está basado en la protección activa de sus 82 kilómetros cuadrados de selva virgen en una reserva privada. Uno de los aspectos importantes que surgió después de la construcción de este proyecto, fue que las acciones de caza de la comunidad han cesado voluntariamente desde hace 10 años, con el objetivo de concentrar en este espacio una mayor cantidad de flora y fauna.

## Proyectos e iniciativas

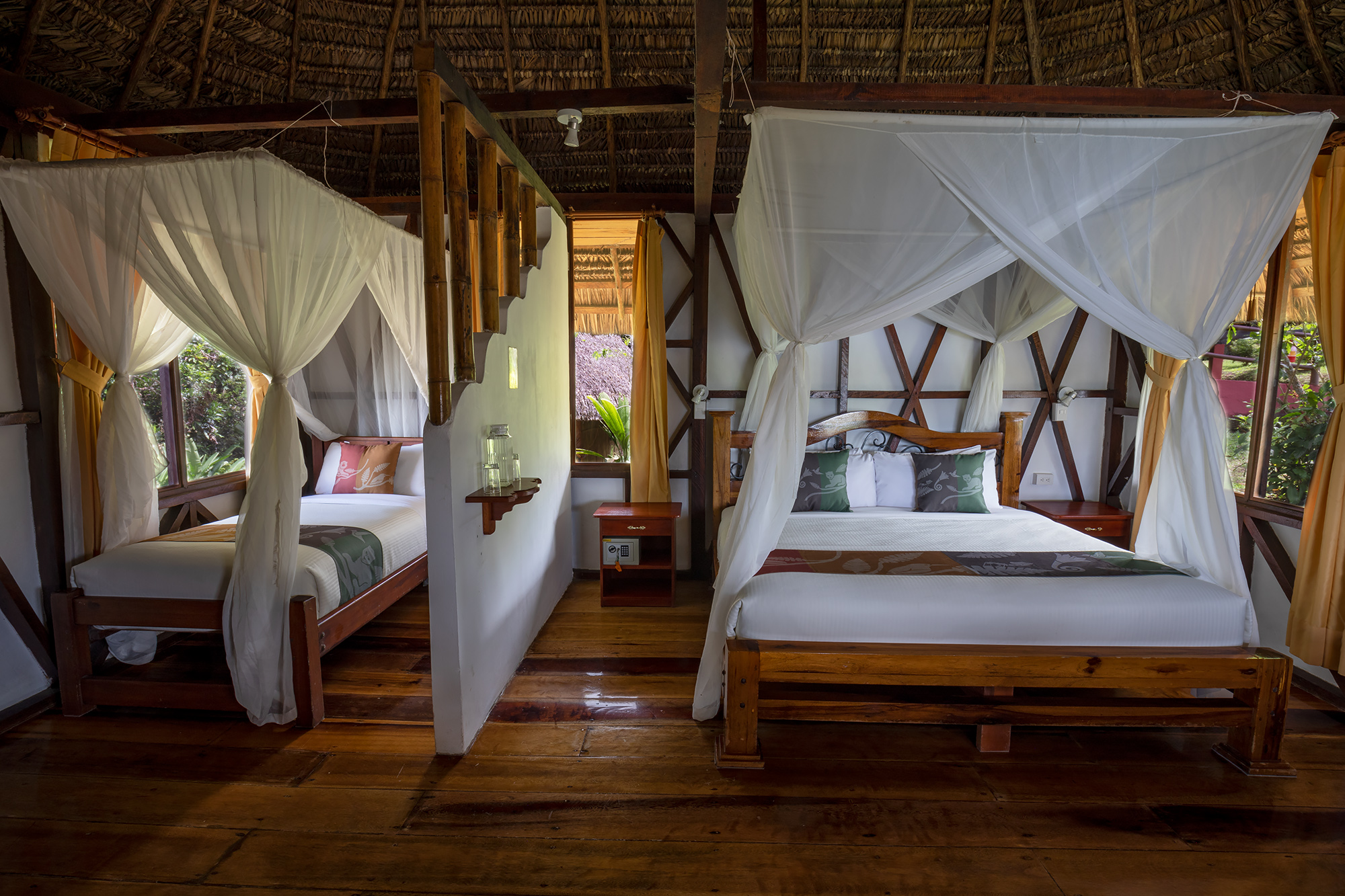
Vista de la Cabaña Estándar

Las instalaciones de este Ecolodge fueron diseñadas de manera ecológica pensando en el medio ambiente con el fin de disminuir el impacto ambiental generado por las actividades que realizan. Generan su electricidad mediante paneles solares y generadores de alta eficiencia energética, sus instalaciones cuentan con un sistema de tratamiento de aguas residuales y un sistema de filtrado de agua, tienen proyectos para crear jardines (conocidos como Chakras), para cultivar frutas y verduras, además de contar con un proyecto de voluntariado para la comunidad y para napo.

## Vida salvaje

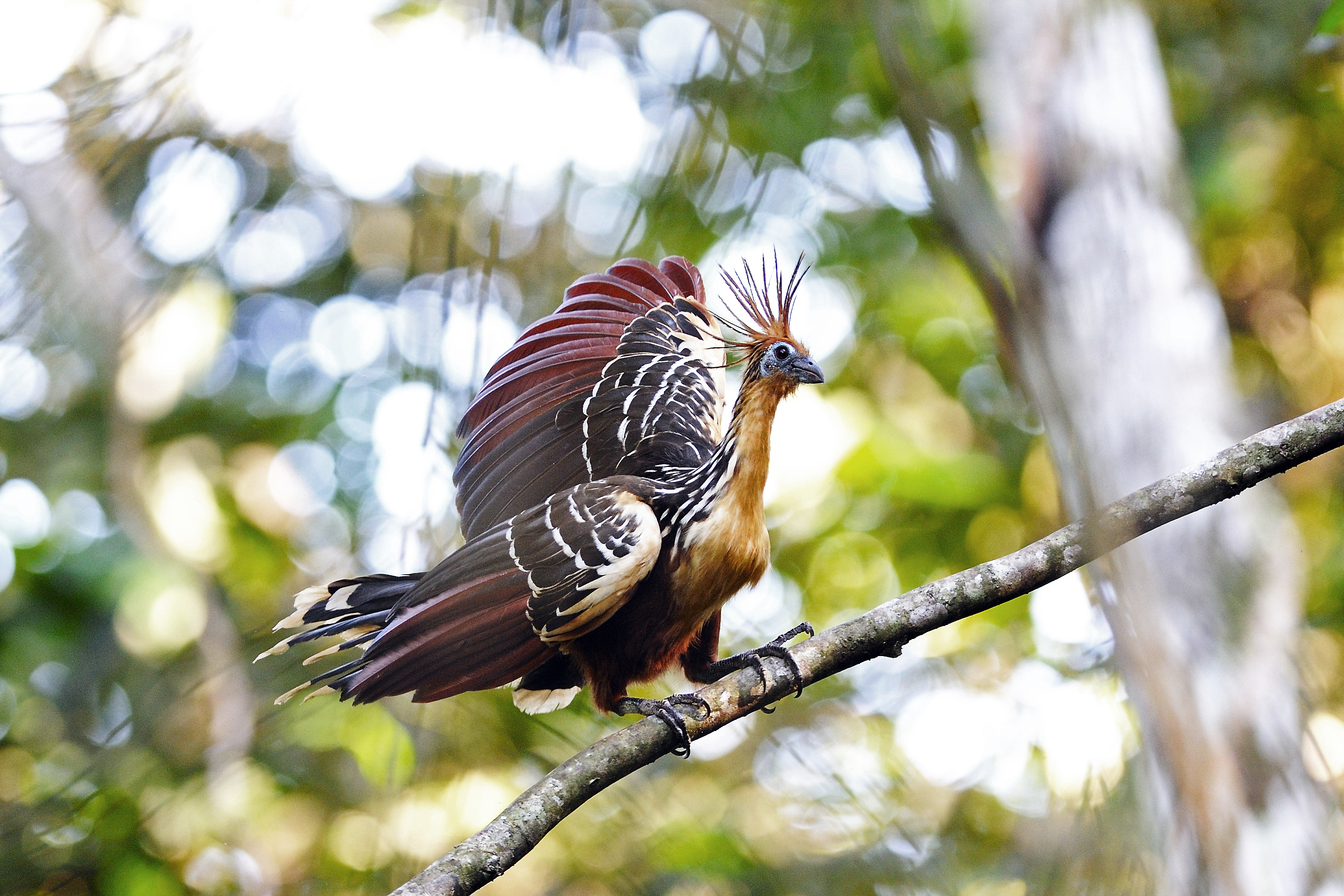
Ave Prehistórica Hoatzin

Este medio ambiente cuenta con una alta densidad de anfibios, mamíferos, aves y plantas de la región amazónica, aproximadamente de 100.000 especies por hectárea, lo que hace, por ejemplo, que tenga la mayor cantidad de insectos del mundo.
Se encuentran alrededor de 2.274 especies de árboles y arbustos, 630 especies de aves, 382 especies de peces de agua dulce, 169 especies de mamíferos, 141 de anfibios y 121 de reptiles.

## Infraestructura

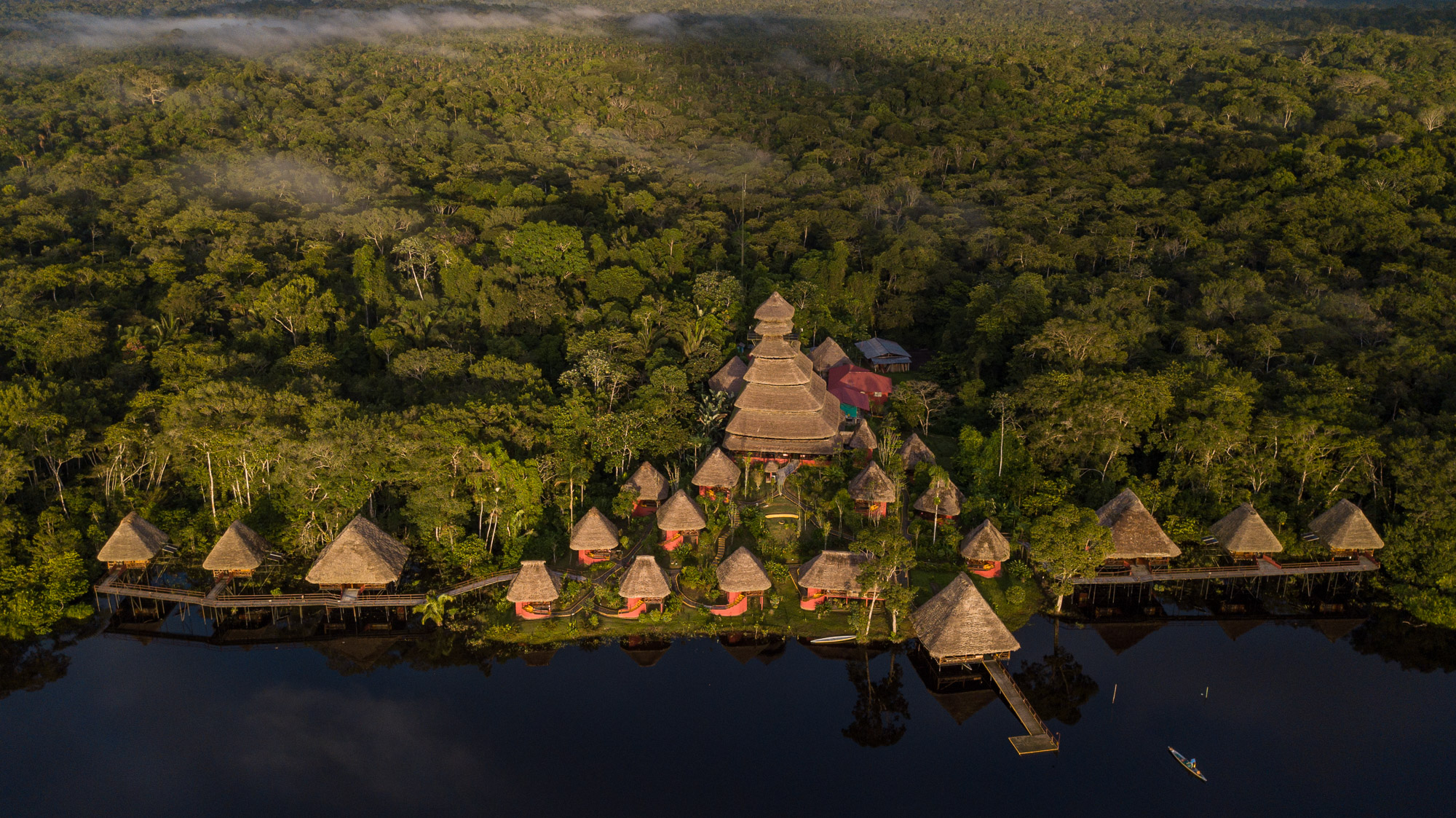
Napo Wildlife Center Ecolodge- Yasuní Ecuador

El proyecto tiene un total de 20 cabañas, todas equipadas de lujo. Todas tienen electricidad las 24 horas, baño privado con agua caliente, caja de seguridad, ventilador de techo, todas tienen un balcón privado con hamaca y todas tienen vista de la Laguna Añangu. De las 20 cabañas, 12 son Estándar y 8 son Suites; las suites están más cerca de la orilla de la laguna. De las 8 suites, 4 son familiares y se pueden interconectar para grupos de amigos o familias y 4 son suites panorámicas. Estas suites panorámicas tienen este nombre porque en su sala privada, tienen un piso de vidrio sobre la laguna, de modo que nuestros huéspedes pueden observar lo que sucede debajo de ellos, desde la comodidad de su suite.
Por otro lado, cuenta con 2 torres de observación, una en medio del bosque y otra en el centro mismo del proyecto. Dentro de la Torre Central, se encuentran el restaurante, el bar, una pequeña biblioteca, una extensión de la tienda de artesanías de las mujeres Añangu, la plataforma de observación en sí misma y algo muy particular, un elevador, lo que hace de esta torre una opción inclusiva.

## Actividades en el Lodge
- Senderos forestales: para explorar la gran variedad de vida silvestre, como insectos, pájaros, reptiles y mamíferos. Algunos animales típicos que puede observar en la selva son: anacondas y otras especies de serpientes, arañas, armadillos gigantes, aves como el hoatzin, guacamayos, tucanes, periquitos, loros, así como monos, tapires, ocelotes y más.
- Torres de Observación: con una vista espectacular de la selva y su diversa flora y fauna. Tienen 40 metros y, una de ellas, fue construida junto a un enorme árbol, con la mejor vista del bosque tropical. Observe las bandadas de pájaros coloridos que vuelan y la magnificencia de los árboles, las flores y la naturaleza que la Amazonía nos brinda.
- Paseo en canoa: Explore las aguas del lago Añangu y los arroyos del río Napo a bordo de una canoa a remo. En el río, arroyos y lagos de la selva amazónica podemos encontrar cientos de diferentes animales acuáticos como peces, caimanes, tortugas, pirañas y nutrias gigantes.
- Lamederos de Arcilla: son los espectáculos naturales más impresionantes para ver en la Amazonía. Estos son bancos naturales de arcilla, donde las aves y los diferentes animales van a comer el mineral. Este evento comienza temprano en la mañana cuando cientos de pájaros de colores vibrantes los visitan.
- Centro de Interpretación Kuri Muyu: aprenda sobre las tradiciones y la cultura de la Comunidad Kichwa Añangu, los anfitriones. Las mujeres de la Comunidad, lo recibirán con bailes típicos, rituales, artesanías, comida y bebidas. Kuri Muyu significa Semilla de Oro en Kichwa, y simboliza la invaluable sabiduría y fuerza dentro de cada semilla de conocimiento.
- Observación de aves: hay más de 610 especies de aves inventariadas dentro del parque nacional Yasuní, y brindan a los visitantes la mejor experiencia de ornitología, una aventura inolvidable en el lugar más biodiverso de la tierra.

## Reinversión

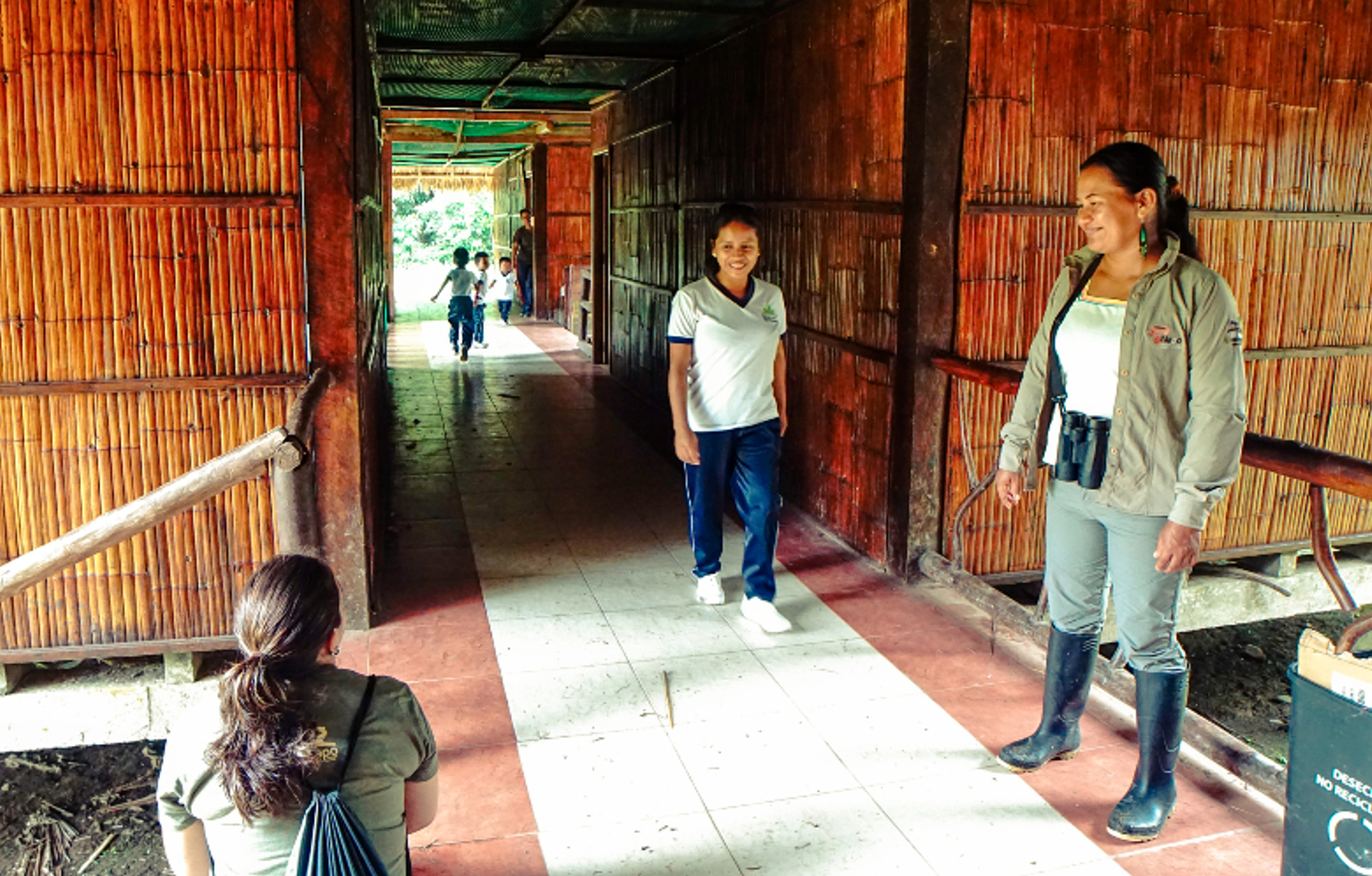
Unidad Educativa Vicente Mamallacta

Al ser que la Comunidad Kichwa Añangu es la dueña de estos proyectos y quienes han habitado estos territorios por generaciones, todas las ganancias que se obtienen, derivadas del turismo, son reinvertidas en solventar necesidades de la Comunidad. Es así como se construyó y equipó el Centro de Salud, la Unidad Educativa, entre otros. Actualmente el gobierno nacional cubre el salario de los doctores y profesores, en tanto que los Añangu cubren la alimentación y estadía de médicos y maestros.